# Ban Illegale Games & Software
BIG (Ban Illegale Games & Software) was een virtuele organisatie die campagne voerde om de sociale acceptatie van piraterij van games en andere software te verlagen. BIG was een initiatief van NVPI en werd mede ondersteund door het Nederlands Uitgeversverbond (NUV) en het Platform Multimediaproducenten.

## Campagne
BIG voerde vanaf februari 2005 campagne met commercials op radio en tv, advertenties in tijdschriften en op websites, een scholentour en flyeracties op verschillende Nederlandse gamingevenementen. Centraal stond de website bigweb.nl, waar uitleg over de wet- en regelgeving werd gegeven maar ook door middel van een forum met jongeren werd gediscussieerd. Daarnaast deed een door BIG gesponsord team van gamers er verslag van hun gespeelde wedstrijden. Op 5 september 2005 ging de tweede fase van de campagne van start met vier nieuwe reclamefilmpjes (zonder Peter R. de Vries). Nieuwe BIG-activiteiten in deze fase waren onder andere Tore (een spelletje gemaakt door een groep studenten van de Hogeschool voor de Kunsten Utrecht), een documentaire Behind The Games die op TMF verscheen en een online kennisquiz waarin teams van vier spelers streden om verschillende prijzen. Door veel mensen werd de game Tore als teleurstellend ervaren, omdat zowel deze game op zich als de boodschap van BIG geen duidelijke connectie hadden. Daarnaast zat er een aantal bugs in die de haperende besturing geen goed doen. Begin 2006 startte de derde en laatste fase van de campagne. Die bestond vooral uit een samenwerking met TMF. Met deze jongerenzender werd een grootschalige massamediale kennisquiz georganiseerd. Hoofdprijs was een unieke, exclusieve Game Party. Ook werd de website vernieuwd. Eind 2006 werd de campagne afgesloten. De site werd teruggebracht tot een factsheet met uitleg van de belangrijkste wettelijke regels.

## Resultaat
Uit door Qrius uitgevoerd onderzoek bleek dat na de campagne ruim 81% van de jongeren bekend was met BIG. Bij aanvang van de campagne achtte 67% van de jeugd het nog volstrekt normaal om kopieën te maken of te krijgen. Dat daalde naar 51%. Ook de gedachte dat het kopiëren van games en software niemand schade toebrengt, daalde van 49% naar 43%.

## Logo
Het logo van BIG was een roze varkenskop met een zonnebril. De naamkeuze van BIG heeft in delen van de gaming-community geleid tot woordgrappen als 'Big Is Gestoord' en 'Branden Is Goedkoper'. Ook is kort na de lancering van de website ingebroken in het Content Management Systeem van de website. De inbrekers veranderden de inhoud van de website. De varkenskop werd afgebeeld met een kogel door zijn hoofd.

## Hoax
Vaak werd onterecht aangenomen dat BIG mensen die illegaal software downloaden via internet opspoorde, of dat door het bezoeken van de website de mogelijkheid om software illegaal te downloaden wordt geblokkeerd. De organisatoren van de campagne hebben dit met klem ontkend. Deze hoax lijkt mede veroorzaakt te zijn door de reclame met Peter R. de Vries waarin hij – weliswaar in een 'over the top' en geparodieerde nieuwsuitzending – zei dat "online detectives het net screenen".